# Ondřej Keřský z Řimovic

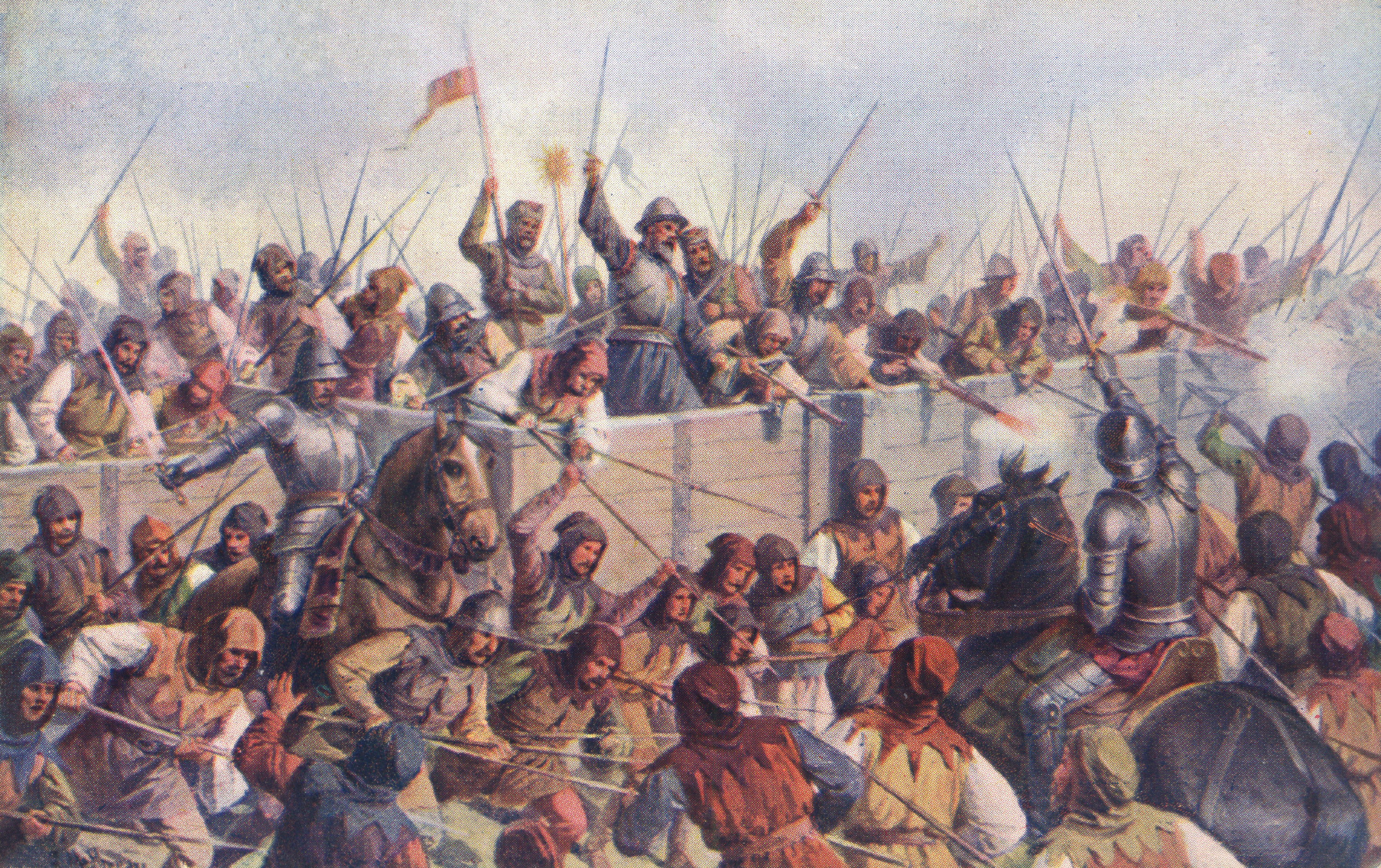
Josef Mathauser - Bitva u Lipan roku 1434

Ondřej Keřský z Řimovic (14. století? – 22. července 1446 Čáslav) byl český šlechtic a husitský hejtman, účastník bitvy u Lipan. Od roku 1428 do 1434 byl vrchním hejtmanem obce táborské.

## Život
V neděli 30. května 1434 poblíž vesnice Lipany vedl radikální husity spolu s vrchním hejtmanem táborských Zikmundem z Vranova a vrchním velitelem sirotčího vojska Janem Čapkem ze Sán, proti koalici umírněných kališníků a katolíků pod vedením hejtmana Diviše Bořka z Miletínka, starého spolubojovníka Jana Žižky v bitvě u Lipan. Umírnění bitvu vyhráli a jemu se podařilo uniknout do opevněného Kolína.
Okolo roku 1435 získal Paběnice. Později držel panství tvrze Malešov u Kutné Hory včetně městyse Malešov. V roce 1440 byl účastníkem Čáslavského zemského sněmu V červenci roku 1446 se na paběnické tvrzi bránil obléhatelům vedeným bývalým spojencem Bedřichem ze Strážnice. Byl obklíčen vojenskou hotovostí Čáslavského kraje pod velením Mikuláše Trčky z Lípy. V noci na 13. července z tvrze uprchl a opevnil se na Červených Janovicích. Tam byl při pokusu o útěk zajat a v Čáslavi 22. července 1446 sťat mečem.

## Vumění
Postava Ondřeje Keřského z Řimovic, v podání Petra Kostky, vystupuje v hlavní roli filmu Spanilá jízda (1963, režie: Oldřich Daněk).